# Acid malic
Acidul malic (acid hidroxisuccinic), C4H6O5, este un acid organic slab (hidroxiacid) care se găsește din abundență în sucurile multor plante, dar în mod special în fructe de pădure, în măr și în strugure . În scopuri comerciale este obținut prin sinteză. Este parte din metabolismul fiecărei celule vii , participând ca ion la ciclul Krebs (acidului citric). Denumirea vine de la cuvântul latin malus, referitor la genul botanic Malus al arborelui care produce mere.

## Rol metabolic
În ciclul Krebs acidul malic rezultă prin deshidratarea acidului fumaric de către fumarază iar mai departe e dehidrogenat la acid oxalilacetic de malat dehidrogenază.

## Utilizarea acidului malic
Acidul malic are mai multe întrebuințări :
a)	este un acidulant care se adaugă produselor alimentare și băuturilor cu scopul de a:
•	scădea pH-ul
•	oferi un gust acrișor
Potrivit Comisiei Codex alimentarius (creată în 1963 de FAO și WHO pentru a elabora un set de recomandări, ghiduri și standarde pentru armonizarea legislației și facilitarea comerțului internațional), acidul malic este în lista aditivilor permiși pentru fabricarea: dulciurilor, berii cu arome, brânzeturilor, băuturii răcoritoare carbogazoase, sucurilor de fructe, vinurilor etc . România este membru al Comisiei Codex alimentarius din 1969, iar UE a devenit membră în 2003. 
b)	este utilizat în produse cosmetice pentru ajustarea pH-ului și în peelingul facial
c)	în producerea medicamentelor, întrucât studii clinice au indicat că acidul malic
•	reduce sechelele ischemice
•	reduce tensiunea arterială
•	reduce durerilor cauzate de fibromialgie
d)	este folosit în tratamentele dentare pentru curățarea și pregătirea dinților pentru plombare 

## Siguranța utilizării acidului malic
Potrivit studiilor publicate de FAO (Food and Agriculture Organisation) și OMS (Organizația Mondială a Sănătății) „alimentele cu conținut de acid malic au fost consumate de om de secole fără efecte adverse”.
Cu toate acestea există elemente ale acidului malic, precum acidul maleic, al căror conținut trebuie controlat cu strictețe. De aceea, atât OMS cât și reglementările UE sunt stricte în ceea ce privește standardele de calitate ale acidului malic.